# Снегиревка (Ярославская область)
Снегиревка — деревня в Тутаевском районе Ярославской области. Входит в состав Чёбаковского сельского поселения.

## История
В 1965 г. Указом Президиума ВС РСФСР деревня Похмельево переименована в Снегиревка.

## Население
| 2007 | 2010 |
| ---- | ---- |
| 0    | ↗2   |